# 全大翼甲螨属
全大翼甲螨属（学名：Pergalumna），又名巨袖蟎屬，为大翼甲螨科的一个属。

## 下级分类
本属包括以下物种：
- Pergalumna aegra Pérez-Íñigo & Baggio, 1986
- Pergalumna aequalis (Sellnick, 1923)
- 秋田全大翼甲螨 Pergalumna akitaensis Aoki, 1961